# 时间的形状
《时间的形状：相对论史话》是由2012年新星出版社出版的科普图书，作者为科普作家汪诘。分为上下两部，上部回顾物理学发展史，下部剖析时空的真相，讲解相对论，黑洞等物理学概念.